# サランゴワ
サランゴワ（Sarangowa、女性、1973年5月5日 - ）は、文化人類学者（学術博士）。専攻は文化人類学、医療人類学。1973 年、中華人民共和国内モンゴル東部ホルチン地方に、教諭夫妻の長女として生を得る。専攻は、文化人類学、医療人類学、感覚の人類学の視点でホルチン・シャマニズムを研究。シャマナ主宰。

## 略歴
- 1996年、西北民族大学モンゴル言語文学部卒業。内モンゴル人民広播電台勤務を経て、1999年11月に長年の念願だった日本へ留学。
- 2001年3月、東瀛学院日本語科を卒業。
- 2005年3月、東京学芸大学大学院教育学研究科社会科教育学専攻修士課程修了。
- 2011年3月、千葉大学大学院社会文化科学研究科日本専攻博士後期課程修了。学術博士。

慶應義塾大学文学部準訪問研究員、千葉大学人文社会文化科学研究科特別研究員、千葉大学非常勤講師を歴任。

## 論文
- IRDB
- Cinii